# Lycaeides ligurica
Lycaeides ligurica är en fjärilsart som beskrevs av Charles Oberthür 1910. Lycaeides ligurica ingår i släktet Lycaeides och familjen juvelvingar. Inga underarter finns listade i Catalogue of Life.